# Ostoja Drużno
Ostoja Drużno este o arie protejată (sit de importanță comunitară — SCI) din Polonia întinsă pe o suprafață de 3.088,79 ha, integral pe uscat.

## Localizare
Centrul sitului Ostoja Drużno este situat la coordonatele 54°05′08″N 19°29′02″E / 54.0855°N 19.4839°E.

## Înființare
Situl Ostoja Drużno a fost declarat sit de importanță comunitară în aprilie 2004 pentru a proteja 6 specii de animale.

## Biodiversitate
Situată în ecoregiunea continentală, aria protejată conține 4 habitate naturale: Lacuri eutrofice naturale cu vegetație de tip Magnopotamion sau Hydrocharition, Liziere de ierburi înalte hidrofile de câmpie și de nivel montan până la alpin, Mlaștini împădurite, Păduri aluvionare cu Alnus glutinosa și Fraxinus excelsior (Alno-Padion, Alnion incanae, Salicion albae).
La baza desemnării sitului se află mai multe specii protejate:
- mamifere (3): castor (Castor fiber), vidră de râu (Lutra lutra), liliac de iaz (Myotis dasycneme)
- pești (3): zvârluga (Cobitis taenia), Lampetra fluviatilis, boarță (Rhodeus amarus)